# Any Gabrielly
Any Gabrielly Rolim Soares (Guarulhos, São Paulo; 8 de octubre de 2002), conocida simplemente como Any Gabrielly, es una cantante, actriz, bailarina, modelo, compositora y actriz de voz brasileña. En 2015 se hizo conocida en Brasil por protagonizar la serie Buuu - Um Chamado Para a Aventura en el canal Globo y en 2016 prestó su voz al personaje de Moana de la película Moana y grabó la versión portuguesa de "How Far I'll Go". En 2017, Any Gabrielly se convirtió en la integrante brasileña del grupo Now United, en 2020 se convirtió en la primera brasileña en recibir una nominación a los MTV Video Music Awards. Any Gabrielly dejó Now United en 2022 para seguir una carrera en solitario dirigida por Simon Fuller.

## Biografía
En 2013, Any Gabrielly comenzó su carrera como actriz interpretando a una de las jóvenes Nalas en el musical "O Rei Leão", un clásico de Broadway que pasó por Brasil en 2013. En 2015, debutó en la televisión brasileña interpretando al personaje chica en la serie "Buu - Um Chamado Para aventura" en el canal Gloob. En 2016, fue elegida para grabar el sencillo "Saber Quem Sou", que tiene más de 397 millones de visitas en YouTube, la canción es la versión brasileña de How Far I'll Go.  En 2017, fue elegida como integrante brasileña del grupo Global Now United.
En 2017, fue elegida como miembro brasileña del grupo Global Now United y 2020 presentó el Meus Prêmios Nick 2020 junto a Bruno Gagliasso y Egils Levits. En el mismo año, fue nominada a varios premios, incluidos Meus Prêmios Nick, Letonia y Prêmio Jovem Brasileiro. En agosto de 2020, se convirtió en la primera brasileña en ser nominada a los VMA, la nominación se produjo porque Now United fue nominada al Grupo del Año.

## Discografía

### Album de estudio
- 2018 - ANY

### Sencillos
| Año  | Canción                                              | Álbum | Sello discográfico  |
| ---- | ---------------------------------------------------- | ----- | ------------------- |
| 2018 | Pesadão                                              | ANY   | Warner Music Brasil |
| 2018 | Ginga                                                | ANY   | Warner Music Brasil |
| 2018 | Você não manda em mim                                | ANY   | Warner Music Brasil |
| 2019 | É nós (con Thiaguinho)                               | ANY   | Warner Music Brasil |
| 2019 | Flash                                                | ANY   | Warner Music Brasil |
| 2019 | Meu talismã                                          | -     | Warner Music Brasil |
| 2020 | Só não encosta em mim (con Larissa Manoela y Melody) | -     |                     |
| 2021 | FAVELA                                               | -     |                     |
| 2023 | Nasci pra vencer                                     | -     |                     |
| 2023 | Eu só sinto raiva                                    | -     |                     |
| 2023 | Te deixo louco (feat. Melody y MC Brinquedo)         |       |                     |
| 2024 | Sweat                                                |       |                     |
| 2025 | Waste for your love                                  |       |                     |
| 2025 | Paraíso                                              |       |                     |

## Premios y nominaciones
| Year | Award                   | Category                | Nominee              | Result | Ref.   |
| ---- | ----------------------- | ----------------------- | -------------------- | ------ | ------ |
| 2020 | Tudo Information Awards | Influencer of the Year  | Any Gabrielly        |        |        |
| 2020 | Prêmio Jovem Brasileiro | Best TikToker           | Any Gabrielly        |        |        |
| 2020 | Prêmio Jovem Brasileiro | Best Instagram          | Any Gabrielly        |        |        |
| 2020 | Prêmio Jovem Brasileiro | Digital Development     | Any Gabrielly        |        |        |
| 2020 | Prêmio Jovem Brasileiro | Best Dance Video        | Any Gabrielly        |        |        |
| 2020 | Prêmio Jovem Brasileiro | Young with more style   | Any Gabrielly        |        |        |
| 2020 | Meus Prêmios Nick       | Challenger of the Year  | Any Gabrielly        |        | [ 7 ]  |
| 2020 | Meus Prêmios Nick       | Instagram of the Year   | Any Gabrielly        |        | [ 8 ]  |
| 2020 | Meus Prêmios Nick       | Inspiration of the Year | Any Gabrielly        |        | [ 8 ]  |
| 2020 | Meus Prêmios Nick       | Digital Content         | #AnyGabriellyConvida |        | [ 8 ]  |
| 2020 | BreakTudo Awards        | Internet personality    | Any Gabrielly        |        |        |
| 2020 | BreakTudo Awards        | National TikToker       | Any Gabrielly        |        |        |
| 2020 | Capricho Awards         | Style inspiration       | Any Gabrielly        |        | [ 9 ]  |
| 2020 | Capricho Awards         | BR icon                 | Any Gabrielly        |        | [ 9 ]  |
| 2020 | Prêmio Contigo! 2020    | Musical revelation      | Any Gabrielly        |        | [ 10 ] |